# Coupe des champions de rink hockey 1992-1993
Navigation
Coupe des champions 1991-1992 Coupe des champions 1994-1995
La Coupe des champions de rink hockey 1992-1993 est la 28e édition de la plus importante compétition européenne de rink hockey entre équipes de club. La compétition est remportée par le Igualada HC qui devient champion d'Europe des clubs pour la première fois de son histoire.

## Déroulement
Cette édition 1992-1993 se déroule en matchs à éliminations directe avec un tour préliminaire, suivi d'une phase finale commençant par des quarts de finale. Chaque tour est joué en matchs aller et retour. L'équipe la meilleure sur le score cumulé des deux matchs est qualifiée pour le tour suivant.

## Équipes qualifiées
| 1992-1993       |
| --------------- |
| Igualada HC     |
| HC Liceo        |
| SL Benfica      |
| Roller Monza    |
| SCRA Saint Omer |
| Genève RHC      |
| IGR Remscheid   |
| Kurink HC       |
| RC Lichtstad    |
| RHC Villach     |

## Tour préliminaire
| Équipe        | Résultat | Équipe       | 1ª Match | 2ª Match |
| Genève RHC    | 3-13     | Roller Monza | 3-4      | 0-9      |
| IGR Remscheid | 43-4     | RHC Villach  | 24-2     | 19-2     |

## Phase finale
|  | Quarts de finale   | Quarts de finale   | Quarts de finale   | Quarts de finale   |               |               | Demi-finales     | Demi-finales     | Demi-finales     | Demi-finales     |  |  | Finale                | Finale                | Finale                | Finale                |
|  |                    |                    |                    |                    |               |               |                  |                  |                  |                  |  |  |                       |                       |                       |                       |
|  | 3 et 17 avril 1993 | 3 et 17 avril 1993 | 3 et 17 avril 1993 | 3 et 17 avril 1993 |               |               | 1 et 15 mai 1993 | 1 et 15 mai 1993 | 1 et 15 mai 1993 | 1 et 15 mai 1993 |  |  | 27 mai et 5 juin 1993 | 27 mai et 5 juin 1993 | 27 mai et 5 juin 1993 | 27 mai et 5 juin 1993 |
|  | 3 et 17 avril 1993 | 3 et 17 avril 1993 | 3 et 17 avril 1993 | 3 et 17 avril 1993 |               |               | 1 et 15 mai 1993 | 1 et 15 mai 1993 | 1 et 15 mai 1993 | 1 et 15 mai 1993 |  |  | 27 mai et 5 juin 1993 | 27 mai et 5 juin 1993 | 27 mai et 5 juin 1993 | 27 mai et 5 juin 1993 |
|  | SCRA Saint Omer    | SCRA Saint Omer    | 1                  | 6                  |               |               | 1 et 15 mai 1993 | 1 et 15 mai 1993 | 1 et 15 mai 1993 | 1 et 15 mai 1993 |  |  | 27 mai et 5 juin 1993 | 27 mai et 5 juin 1993 | 27 mai et 5 juin 1993 | 27 mai et 5 juin 1993 |
|  | SCRA Saint Omer    | SCRA Saint Omer    | 1                  | 6                  |               |               | 1 et 15 mai 1993 | 1 et 15 mai 1993 | 1 et 15 mai 1993 | 1 et 15 mai 1993 |  |  | 27 mai et 5 juin 1993 | 27 mai et 5 juin 1993 | 27 mai et 5 juin 1993 | 27 mai et 5 juin 1993 |
|  | IGR Remscheid      | IGR Remscheid      | 6                  | 7                  |               |               | 1 et 15 mai 1993 | 1 et 15 mai 1993 | 1 et 15 mai 1993 | 1 et 15 mai 1993 |  |  | 27 mai et 5 juin 1993 | 27 mai et 5 juin 1993 | 27 mai et 5 juin 1993 | 27 mai et 5 juin 1993 |
|  | IGR Remscheid      | IGR Remscheid      | 6                  | 7                  | IGR Remscheid | IGR Remscheid | 1                | 2                |                  |                  |  |  | 27 mai et 5 juin 1993 | 27 mai et 5 juin 1993 | 27 mai et 5 juin 1993 | 27 mai et 5 juin 1993 |
|  | 3 et 17 avril 1993 |                    |                    |                    | IGR Remscheid | IGR Remscheid | 1                | 2                |                  |                  |  |  | 27 mai et 5 juin 1993 | 27 mai et 5 juin 1993 | 27 mai et 5 juin 1993 | 27 mai et 5 juin 1993 |
|  |                    |                    | Igualada HC        | Igualada HC        | 12            | 8             |                  |                  |                  |                  |  |  | 27 mai et 5 juin 1993 | 27 mai et 5 juin 1993 | 27 mai et 5 juin 1993 | 27 mai et 5 juin 1993 |
|  | Igualada HC        | Igualada HC        | Igualada HC        | Igualada HC        | 12            | 8             | 21               | 13               |                  |                  |  |  | 27 mai et 5 juin 1993 | 27 mai et 5 juin 1993 | 27 mai et 5 juin 1993 | 27 mai et 5 juin 1993 |
|  | Igualada HC        | Igualada HC        | 1 et 15 mai 1993   |                    |               |               | 21               | 13               |                  |                  |  |  | 27 mai et 5 juin 1993 | 27 mai et 5 juin 1993 | 27 mai et 5 juin 1993 | 27 mai et 5 juin 1993 |
|  | RC Lichtstad       | RC Lichtstad       | 0                  | 4                  |               |               |                  |                  |                  |                  |  |  | 27 mai et 5 juin 1993 | 27 mai et 5 juin 1993 | 27 mai et 5 juin 1993 | 27 mai et 5 juin 1993 |
|  | RC Lichtstad       | RC Lichtstad       | 0                  | 4                  | Igualada HC   | Igualada HC   | 4                | 8                |                  |                  |  |  |                       |                       |                       |                       |
|  | 3 et 17 avril 1993 |                    |                    |                    | Igualada HC   | Igualada HC   | 4                | 8                |                  |                  |  |  |                       |                       |                       |                       |
|  |                    |                    | SL Benfica         | SL Benfica         | 1             | 3             |                  |                  |                  |                  |  |  |                       |                       |                       |                       |
|  | SL Benfica         | SL Benfica         | SL Benfica         | SL Benfica         | 1             | 3             | 6                | 2                |                  |                  |  |  |                       |                       |                       |                       |
|  | SL Benfica         | SL Benfica         |                    |                    |               |               |                  |                  |                  |                  |  |  |                       |                       |                       |                       |
|  | Roller Monza       | Roller Monza       | 3                  | 1                  |               |               |                  |                  |                  |                  |  |  |                       |                       |                       |                       |
|  | Roller Monza       | Roller Monza       | 3                  | 1                  | SL Benfica    | SL Benfica    | 3                | 5                |                  |                  |  |  |                       |                       |                       |                       |
|  | 3 et 17 avril 1993 |                    |                    |                    | SL Benfica    | SL Benfica    | 3                | 5                |                  |                  |  |  |                       |                       |                       |                       |
|  |                    |                    | HC Liceo           | HC Liceo           | 3             | 4             |                  |                  |                  |                  |  |  |                       |                       |                       |                       |
|  | Kurink HC          | Kurink HC          | HC Liceo           | HC Liceo           | 3             | 4             | 4                | 5                |                  |                  |  |  |                       |                       |                       |                       |
|  | Kurink HC          | Kurink HC          |                    |                    |               |               |                  | 5                |                  |                  |  |  |                       |                       |                       |                       |
|  | HC Liceo           | HC Liceo           | 14                 | 20                 |               |               |                  |                  |                  |                  |  |  |                       |                       |                       |                       |
|  | HC Liceo           | HC Liceo           | 14                 | 20                 |               |               |                  |                  |                  |                  |  |  |                       |                       |                       |                       |
|  |                    |                    |                    |                    |               |               |                  |                  |                  |                  |  |  |                       |                       |                       |                       |

( ) = Tirs au but; [ ] = Match d'appui; ap = Après prolongation; e = Victoire grâce aux buts marqués à l'extérieur; f = Victoire par forfait
| Ligue des champions 92-93 Vainqueur |
| ----------------------------------- |
|                                     |
| Igualada HC (1er titre)             |